# Diogo Castro Santos
Diogo Castro Santos, (n. 24 de Junho de 1969), é um piloto português de automóveis, invasor de vários campeonatos nacionais e internacionais.